# Stola
För andra betydelser, se Stola (olika betydelser).

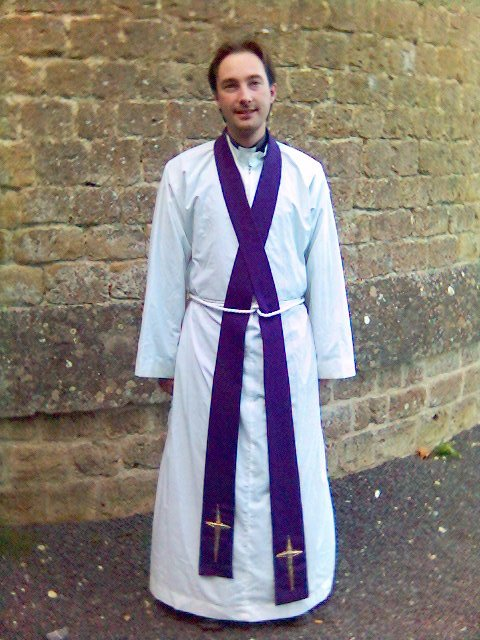
Präst iförd alba och stola.

Stola är det långa band som präster och diakoner bär över axlarna, utanpå alba eller röcklin. Till alba bärs stolan av präster korsad över bröstet, av diakoner hängande över vänster axel och diagonalt över bröst och rygg, korsad vid höger höft, samt av biskopar över  axlarna, hängande rakt ned. Stolan hålls på plats av ett linneskärp (cingulum)
Den liturgireform som är resultatet av Andra Vatikankonciliet ger vid handen att okorsad stola inte bara kan bäras av biskopar utan också av präster i romersk-katolska kyrkan. Denna nya ordning har spridit sig till andra samfund också, exempelvis den Anglikanska kyrkan och den norska. I Svenska kyrkan däremot använder präster alltid korsad stola till alba.
Stolan har, som det mesta inom kristen liturgi, en symbolisk innebörd. Den symboliserar kristi ok och den börda som prästen i egenskap av Kristi tjänare bär. Stolan ska påminna prästen om den tunga uppgift han eller hon har och ska även symbolisera det hopp och det förtroende som församlingen lagt på prästens axlar. Vissa präster kysser det kors som finns mitt på stolan när den tas på eller av för att visa Kristus sin vördnad.
Stolans färg varierar med de liturgiska färgerna. 